# パスタ・エ・ファジョーリ

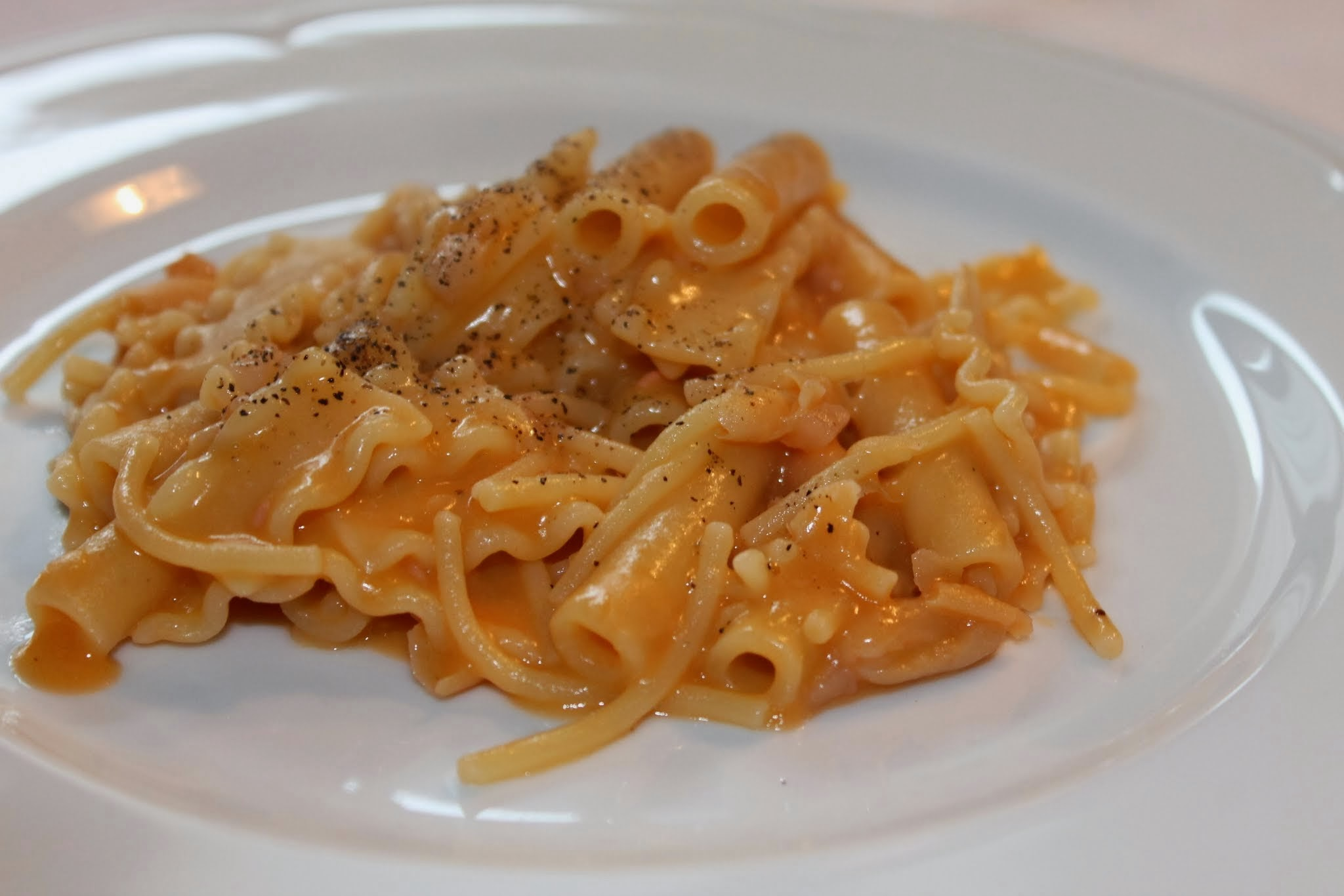
複数のパスタを用いたパスタ・エ・ファジョーリの例

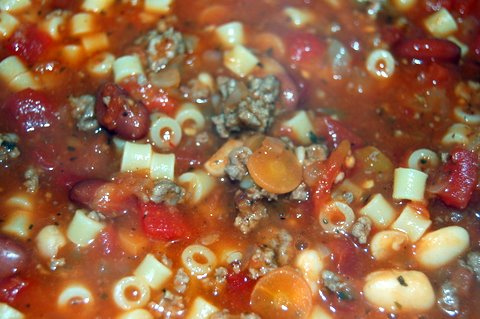
トマトを使ったパスタ・エ・ファジョーリ

パスタ・エ・ファジョーリ（イタリア語: Pasta e fagioli）は、イタリアの伝統的なパスタ料理の1種。日本においては「イタリア版煮込みうどん」と紹介されることもある。
名称は「パスタと豆」の意味であり、白いんげん豆とパスタ、ニンニク、タマネギ、ローズマリーを煮込んだ料理である。イタリア全土で食され、各地方ごとにさまざまなバリエーションがある。
イタリアでは家庭料理としてもよく作られる。使用するパスタに決まりはなく余ったパスタを使用することもあり、使用する豆の種類にも特に決まりはないし、トマトを入れることもあれば、入れないこともある。
ボルロッティ（斑入りインゲン豆）は北部イタリアをはじめイタリア全土で使われ、トスカーナや中部イタリアではカンネッリーニ（Cannellini、白いんげん豆）が使用される。
イタリア南部やシチリアでは豆を煮崩してとろみをつけ、寒い季節に食べられる。シチリアでは、ボルロッティの収穫期である春から夏には生のボルロッティを使用し、それ以外の季節は茹でてから冷凍しておいた豆や乾燥豆を戻して使用する。